# Aquidneckön
Aquidneckön (engelska: Aquidneck Island), belägen i den amerikanska delstaten Rhode Island, är den största ön i Narragansettbukten. Öns officiella namn är Rhode Island, men den kallas vanligtvis "Aquidneckön" för att särskilja ön från delstaten. Öns yta omfattar 97,9 kvadratkilometer. Vid folkräkningen år 2000 uppmättes folkmängden till 60 870 invånare.
På ön finns tre kommuner (så kallade towns): Portsmouth, Middletown och Newport.

### Fotnoter
1. ↑  ”Portsmouths Around the World” (på engelska). Portsmouths stad. Arkiverad från originalet den 10 mars 2016. https://web.archive.org/web/20160310160941/http://www.welcometoportsmouth.co.uk/portsmouths-around-the-world.html. Läst 6 november 2015.